# Eichoichemus
Eichoichemus är ett släkte av tvåvingar. Eichoichemus ingår i familjen rovflugor.
Kladogram enligt Catalogue of Life:
| Eichoichemus | \| \| Eichoichemus connexus \| \| \| \| \| \| Eichoichemus flavianalis \| \| \| \| \| \| Eichoichemus melaleucus \| \| \| \| \| \| Eichoichemus pyrrhomystax \| \| \| \| |
|              | \| \| Eichoichemus connexus \| \| \| \| \| \| Eichoichemus flavianalis \| \| \| \| \| \| Eichoichemus melaleucus \| \| \| \| \| \| Eichoichemus pyrrhomystax \| \| \| \| |
|              | Eichoichemus connexus |
|              | |
|              | Eichoichemus flavianalis |
|              | |
|              | Eichoichemus melaleucus |
|              | |
|              | Eichoichemus pyrrhomystax |
|              | |